# Locris rubra
Locris rubra är en insektsart som först beskrevs av Fabricius 1794.  Locris rubra ingår i släktet Locris och familjen spottstritar. Inga underarter finns listade i Catalogue of Life.